# سوراخ‌کاری مقعدی
سوراخ‌کاری یا پرسینگ مقعد نوعی سوراخ‌کاری بدن است که بر روی مقعد انجام می‌شود. پس از انجام این نوع سوراخ‌کاری، رعایت بیشتر بهداشت ضروری است.